# Famille de Douvres
La famille de Douvres est une dynastie anglo-normande qui compta parmi ses membres plusieurs ecclésiastiques importants entre 1070 et 1142.

## Origine
La famille de Douvres est une famille aristocratique du Bessin. Son nom provient de Douvres-la-Délivrande. Elle doit son ascension au patronage d'Odon, évêque de Bayeux. 

## Membres importants
Dans son école, Odon de Bayeux accueillit les enfants des aristocrates locaux et sut placer ses protégés sur les sièges épiscopaux de Normandie ou d'Angleterre ainsi que dans l'entourage des rois d'Angleterre. Ce fut le cas de : 
- Thomas, archevêque d'York (1070-1100)
- son frère Samson, chapelain royal puis évêque de Worcester (1096-1112)

Malgré son état ecclésiastique, ce dernier eut deux fils et une fille :
- Thomas, archevêque d'York, qui succéda à son oncle
- Richard, évêque de Bayeux (1107-1133)
- Isabelle, maîtresse de Robert de Gloucester, le fils bâtard d'Henri Beauclerc

Isabelle donna naissance à un autre évêque de Bayeux, Richard (1135-1142).

## Pour approfondir